# Poceirão
Poceirão is een plaats (freguesia) in de Portugese gemeente Palmela en telt 4304 inwoners (2001).